# Hechos 5

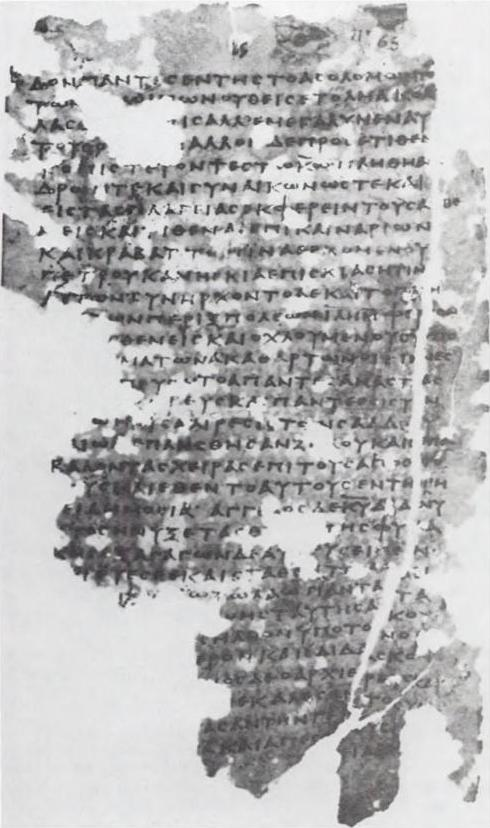
Hechos 5:12-21 en Uncial 0189, escrito hacia 200 d.C.

Hechos 5 es el quinto capítulo de los Hechos de los Apóstoles del Nuevo Testamento de la Biblia cristiana. Registra el crecimiento de la iglesia primitiva y los obstáculos que encontró. El libro que contiene este capítulo es de autor anónimo, pero la tradición cristiana primitiva afirmaba que Lucas compuso este libro, así como el Evangelio de Lucas. El contenido de este capítulo incluye la historia de Ananías y Safira, un relato del milagroso poder y la dignidad de los Apóstoles, su encarcelamiento y liberación, el examen ante el Sanedrín y la flagelación y, finalmente, el consejo de Gamaliel al Sanedrín. 

## Texto
.

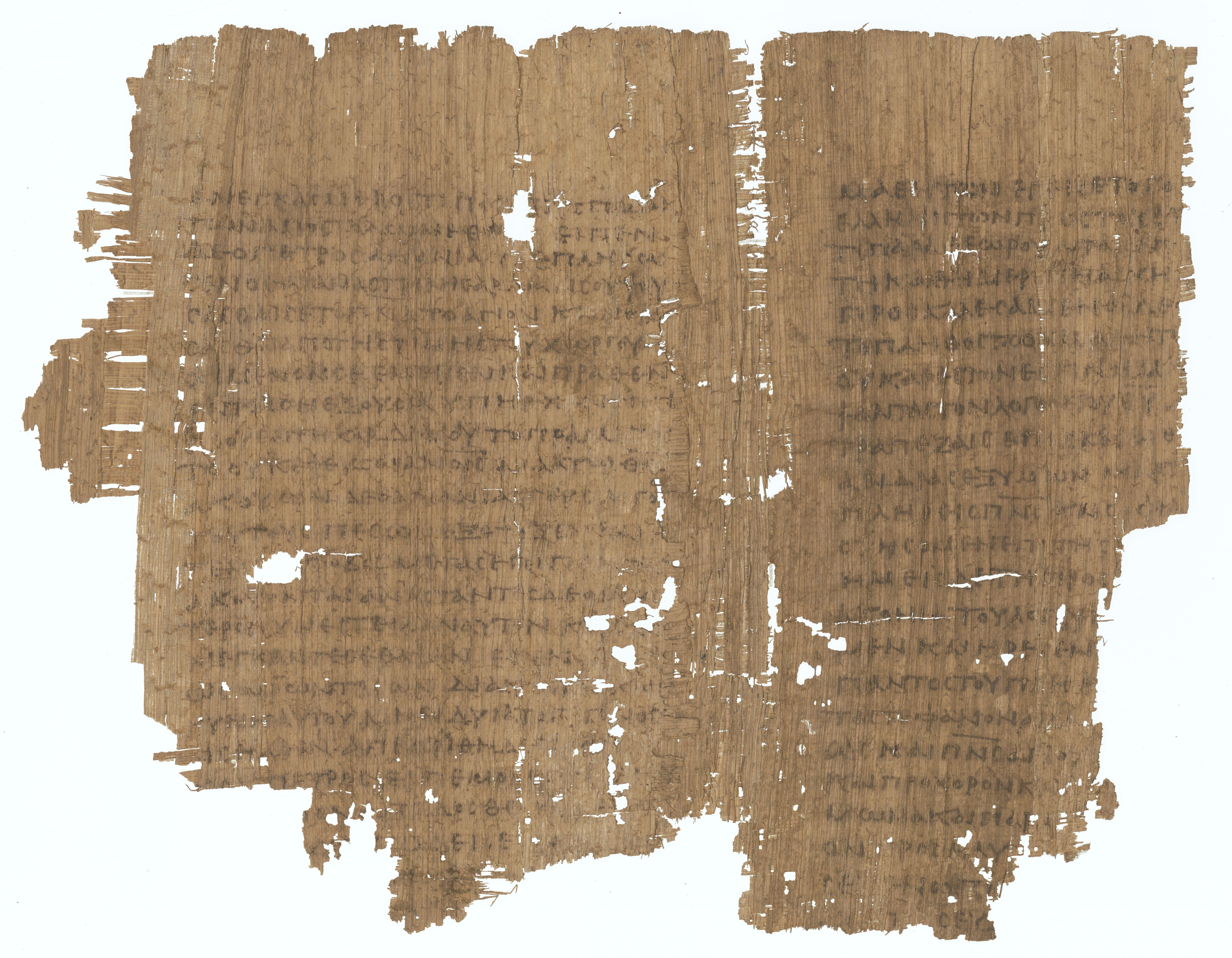
Hechos 5:2-9; 6:1-6 en el verso del Papiro 8

El texto original estaba escrito en griego koiné. Este capítulo está dividido en 42 Versículos.

### Testigos textuales
Algunos manuscritos tempranos que contienen el texto de este capítulo son:
- Uncial 0189 (~AD 200)
- Codex Vaticanus (325-350)
- Codex Sinaiticus (330-360)
- Papiro 8 (siglo IV; existen los Versículos 2-9)[4]
- Papiro 57 (siglo IV; existen los Versículos 1-2, 8-10)
- Códice Bezae (~400)
- Códice Alejandrino (400-440)
- Codex Ephraemi Rescriptus (~450; se conservan los Versículos 35-42)
- Codex Laudianus (~550)